# Сердиця (Рогашовці)
Сердиця (словен. Serdica) — поселення в общині Рогашовці, Помурський регіон, Словенія. Висота над рівнем моря: 239,5 м.